# 寧斯·普爾加
尼馬爾·「寧斯」·普爾加 MBE（1983年7月25日—），尼泊爾裔英國籍登山家，最為人熟識的是他於6個月零6天的時間內完成14個8千米山峰的登頂，亦同時創下48小時內完成珠穆朗瑪峰、洛子峰和馬卡魯峰登頂的記錄。他的事跡被紀錄於2021年Netflix紀錄片《勇闖世界14高峰：挑戰不可能》中。

## 外部連結
- "Project Possible 14/7" official webpage （页面存档备份，存于）
- "K2 Winter Ascent" official webpage （页面存档备份，存于）